# Acenaftochinon
Acenaftochinon is een polycyclische aromatische koolwaterstof met als brutoformule C12H6O2. Dit chinon-derivaat komt voor als paarse tot gele kristallen, die onoplosbaar zijn in water.
Acenaftochinon wordt gebruikt als tussenstof bij de productie van kleurstoffen, geneesmiddelen en pesticiden.